# Виргиния-сквер — Джи-Эм-Ю
Виргиния-сквер — Джи-Эм-Ю или Виргиния-сквер — Джордж Мейсон Юниверсити (англ. Virginia Square – GMU) — подземная станция Вашингтонгского метро на Оранжевой и Серебряной линиях. Название станции происходит от района Виргиния-сквер и Университета Джорджа Мейсона (название которого у станции применяется в виде аббревиатуры Джи-Эм-Ю — англ. GMU). В период 1979—1985 года станция носила название Виргиния-сквер. Она представлена двумя боковыми платформами. Станция обслуживается Washington Metropolitan Area Transit Authority. Расположена в районе Виргиния-сквер на пересечении Фаерфакс-драйв и Норс-Монро-стрит, округ Арлингтон штат Виргиния, также поблизости расположен арлингтонский кампус Университета Джорджа Мейсона, которые станция и обслуживает. Пассажиропоток — 2.103 млн. (на 2007 год).
Станция была открыта 1 декабря 1979 года.
Открытие станции было совмещено с завершением строительства ж/д линии длиной 4.8 км и открытием ещё 3 станций: Кот-Хаус, Кларендон, Баллстон — Эм-Ю. Открытие Серебряной линии запланировано на 2013 год.